# Lista över naturreservat i Gotlands län
Naturreservaten framgår av mallen nedan.
I Gotlands län finns endast en nationalpark - Gotska sandön.